# Chanda (affluente della Kirenga)
La Chanda (in russo Ханда?) è un fiume della Siberia orientale, affluente di sinistra della Kirenga (bacino della Lena). Scorre nel rajon Kazačinsko-Lenskij della Oblast' di Irkutsk, in Russia.

## Descrizione
Il fiume ha origine dal lago Nanimatli e scorre in direzione sud lungo una pianura paludosa attraversando altri due laghi, il Kutukan e l'Agdženi, sfocia nella Kirenga a 472 km dalla sua foce. Il fiume ha una lunghezza di 242 km; l'area del suo bacino è di 5 750 km². Il suo maggior affluente (da destra) è il Notaj (lungo 118 km).